# Singly

Singly este o comună în departamentul Ardennes din nordul Franței. În 1 ianuarie 2022 avea o populație de 137 de locuitori.